# Neaetha
Neaetha Simon, 1884 è un genere di ragni appartenente alla famiglia Salticidae.

## Distribuzione
Le 11 specie oggi note di questo genere sono state rinvenute in Africa, in Medio Oriente, nei paesi mediterranei, in Germania e nell'Azerbaigian.
In Italia sono state reperite 2 specie di questo genere

## Tassonomia
A dicembre 2010, si compone di 11 specie:
- Neaetha absheronica Logunov & Guseinov, 2002 — Macedonia, Azerbaigian
- Neaetha aegyptiaca Denis, 1947 — Egitto
- Neaetha alborufula Caporiacco, 1949 — Kenya
- Neaetha catula Simon, 1886 — Africa orientale e meridionale
- Neaetha catulina Berland & Millot, 1941 — Mali
- Neaetha cerussata (Simon, 1868) — Mediterraneo (presente in Italia)
- Neaetha fulvopilosa (Lucas, 1846) — Algeria, Tunisia
- Neaetha irreperta Wesolowska & Russell-Smith, 2000 — Tanzania
- Neaetha membrosa (Simon, 1868)[3] — Mediterraneo (presente in Italia), Germania
- Neaetha oculata (O. P.-Cambridge, 1876) — Egitto, Arabia Saudita, Yemen
- Neaetha ravoisiei (Lucas, 1846) — Algeria, Africa orientale

### Sinonimie
- Neaetha murphyorum Prószynski, 2000; gli esemplari, rinvenuti in Israele, sono stati riconosciuti in sinonimia con Neaetha oculata (O. P.-Cambridge, 1876), a seguito di uno studio degli aracnologi Wesolowska & Haddad del 2010[1].

### Specie trasferite
- Neaetha heteropogon Simon, 1910; trasferita al genere Cembalea[1].
- Neaetha quadrimaculata Lawrence, 1927; trasferita al genere Bianor[1].